# Brevans
Brevans ist eine französische Gemeinde im Département Jura in der Region Bourgogne-Franche-Comté. Sie gehört zum Arrondissement Dole und zum Kanton Authume.

## Geografie
Brevans liegt am linken Ufer des Flusses Doubs. Nur ein kleiner Ortsteil befindet sich rechts des Flusses. Die Gemeinde wird vom Rhein-Rhône-Kanal durchquert. Die Nachbargemeinden sind Authume im Norden, Rochefort-sur-Nenon im Nordosten, Baverans im Osten, Falletans im Süden und Dole im Westen.

## Bevölkerungsentwicklung

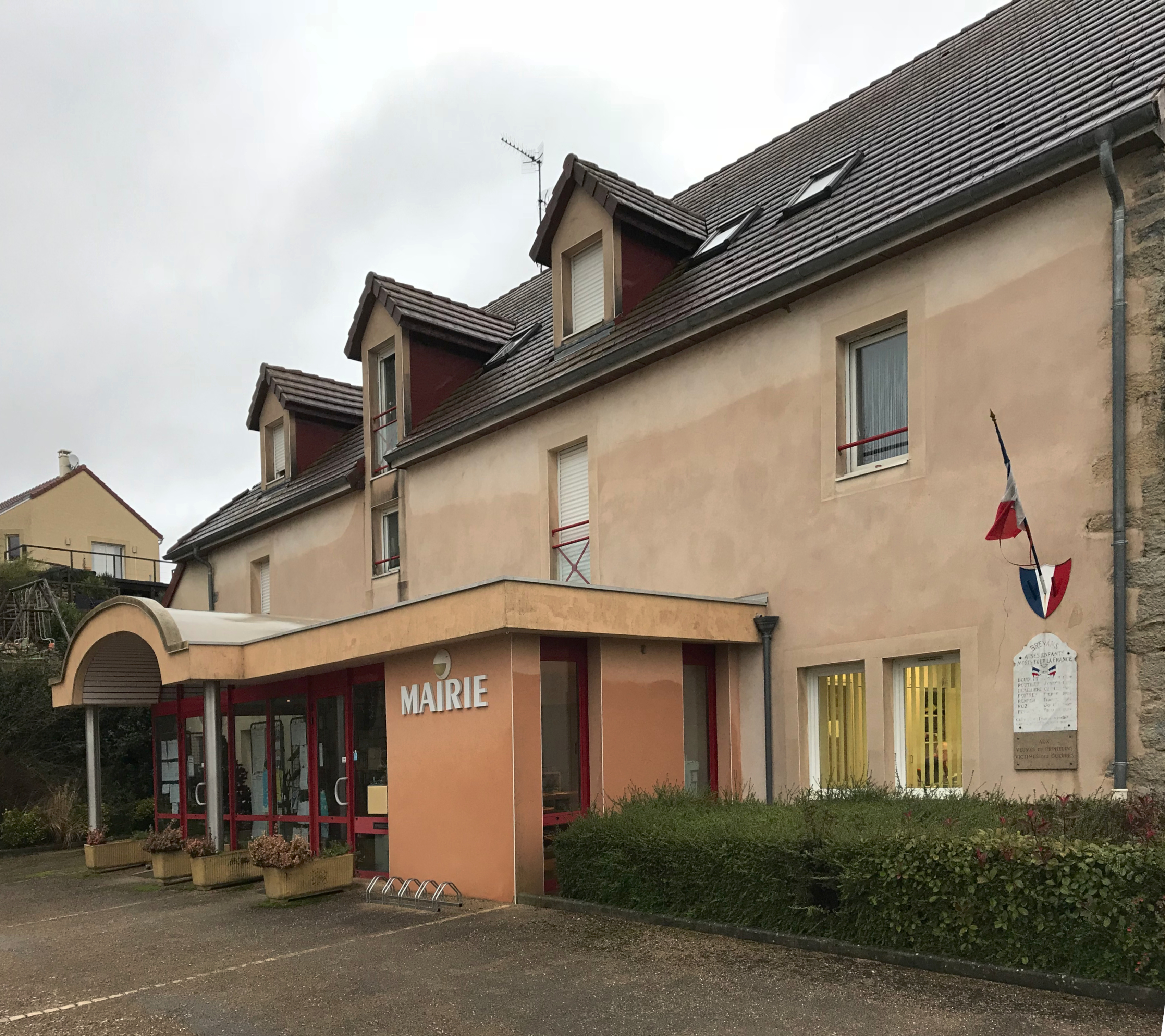
Mairie Brevans

| Jahr                       | 1962 | 1968 | 1975 | 1982 | 1990 | 1999 | 2008 | 2018 |
| -------------------------- | ---- | ---- | ---- | ---- | ---- | ---- | ---- | ---- |
| Einwohner                  | 400  | 440  | 406  | 383  | 610  | 653  | 622  | 679  |
| Quellen: Cassini und INSEE |      |      |      |      |      |      |      |      |